# 5342 Ле Пооле
5342 Ле Пооле (5342 Le Poole) — астероїд головного поясу, відкритий 30 вересня 1973 року.
Тіссеранів параметр щодо Юпітера — 3,408.